# OPM (base de données)
OPM, de l'anglais Orientations of Proteins in Membranes, est une base de données bioinformatique qui donne la position relative des protéines membranaires par rapport à la bicouche lipidique,,. La position des protéines est calculée à l'aide du modèle de solvatation implicite (en) de la bicouche lipidique,. Les résultats de ces calculs sont vérifiés à l'aide de données expérimentales sur l'arrangement des protéines transmembranaires et périphériques,,,,,,.
Les structures des protéines sont issues de Protein Data Bank. OPM classifie également les protéines associées aux membranes en familles, superfamilles, topologie membranaire (en), structures quaternaires des protéines lorsqu'elles sont liées aux membranes, et types de membranes de destination. Les fichiers de coordonnées avec les limites de membrane calculées sont téléchargeables. OPM permet de visualiser les structures protéiques avec les plans limites des membranes avec Jmol, MDL Chime (en), WebMol et Discovery Studio (en).
OPM a été largement utilisée dans de nombreuses études expérimentales et théoriques sur les protéines associées aux membranes,,,,. Cependant, les structures de nombreuses protéines associées aux membranes ne figurent pas dans cette base de données si elles ne peuvent pas être prédites par le calcul. C'est notamment le cas lorsque tous les points d'ancrage de la protéine avec les membranes (hélices α amphiphiles, résidus apolaires exposés ou résidus d'acides aminés liés à un lipide) sont absents des structures expérimentales.